# Овражная (приток Бударки)
Овражная (бывшая Шилупа нем. Szillup) — река на территории Калининградской области России. Левый приток Бударки. Протекает по Неманскому району, устье в Славском районе.

## География и гидрология
Река Овражная является левобережным притоком реки Бударки, её устье расположено у посёлка Шепетовка, на высоте 1 м над уровнем моря. в 10 километрах от устья Бударки. Длина реки — 14 километров. Площадь водосборного бассейна — 44 км².
Через реку Овражную переброшены 5 железобетонных мостов.

## Данные водного реестра
По данным государственного водного реестра России относится к Балтийскому бассейновому округу, водохозяйственный участок реки — реки бассейна Балтийского моря в Калининградской области без рек Неман и Преголя. Относится к речному бассейну реки Неман и рекам бассейна Балтийского моря (российская часть в Калининградской области).
Код объекта в государственном водном реестре — 01010000312104300009742.